# 火の国サラマンダーズ
火の国サラマンダーズ（ひのくにサラマンダーズ、英語: Hinokuni Salamanders）は、日本のプロ野球球団。熊本県を本拠地とする。
2020年設立。社会人野球チーム・熊本ゴールデンラークスを母体とし、独立リーグの九州アジアリーグに所属している。同リーグの初代チャンピオン。

## 概要
熊本県に所在する初のプロ野球チームである。クラブチームが前身の独立リーグ球団は過去にも事例が存在するが、都市対抗野球大会本戦に出場歴のあるチームのプロ化は現在の横浜DeNAベイスターズ以来、2チーム目である（独立リーグでは初）。
チーム名は、公募で寄せられた約400件の候補（「県民球団として『熊本』との関連性がある名称」を条件としていた）の中から、「火の精霊」であるサラマンダーを含めた「火の国サラマンダーズ」が、他の候補1件との決選投票の結果選出された。この名称は元プロ野球選手の江草仁貴の発案によるもので、球団関係者は決選投票のために確認するまで江草の応募とは気づかなかったという。チームカラーは赤。
初年度の選手はトライアウトによる獲得のほか、熊本ゴールデンラークスから16人が移籍した。
発足時の球団社長は、B.LEAGUE・ライジングゼファーフクオカ元社長で済々黌高校野球部OBでもある神田康範が務める。
発足当初はリーグの試合日程等に記載されるチームの略称は、正式名称の「火の国」ではなく「熊本」であったが、2023年シーズンから「火の国」に変更された。

### 開催球場
2021年1月にTwitterにおいて、藤崎台県営野球場（リブワーク藤崎台球場）を「本拠地」と表現するツイートを発信した。その後、2月4日に発表された開催日程では主催40試合中藤崎台が27試合のほか、山鹿市民球場が4試合、県営八代運動公園野球場が3試合となっていた（6試合は未定）。
初年度は最終的に、開催31試合（公式戦15試合・交流戦16試合）中、藤崎台が24試合、山鹿市民が4試合、八代が3試合となった。
2022年1月28日に発表された同年度の日程の開催球場は、本拠地の藤崎台が18試合、山鹿市民が15試合、八代が3試合だった。その後ソフトバンク3軍との交流戦が増やされたり、雨天振替等がなされた結果、最終的には、藤崎台が25試合、山鹿市民が11試合となった（八代は予定通り）。
2023年1月26日に発表された同年度の日程（主催39試合、うち公式戦33試合、ソフトバンク3軍・4軍との交流戦6試合）では、八代での開催がなくなり、本拠地の藤崎台が28試合、山鹿市民が11試合だった。最終的に、荒天による中止2試合の振替を実施しなかったため、球場別の開催試合数は藤崎台27試合、山鹿市民10試合だった。
2024年2月9日に発表された同年度の日程（ソフトバンク3・4軍との交流戦は未反映）では、前年同様八代での開催はなく、主催35試合中30試合が藤崎台、5試合が山鹿市民だった。2月15日に発表されたソフトバンク3・4軍との交流戦6試合はすべて山鹿市民で実施する予定で、これを合わせると主催試合数は藤崎台が30、山鹿市民が11となる。実際の開催は藤崎台の1試合を雨天により山鹿市民に振り替えたため、藤崎台が29、山鹿市民が12だった。
2025年の日程でも藤崎台と山鹿市民の2箇所でホームゲームを開催し、主催35試合（ソフトバンク4軍と4試合、台湾社会人チームと1試合の交流戦を含む）の内訳は藤崎台が29試合、山鹿市民が6試合となっている。
球団では、後述のように公設民営で新球場建設を目指す動きがある。

## 歴史
熊本ゴールデンラークスをプロ化する構想は、同チームのゼネラルマネージャーである田中敏弘により、2020年1月の日経産業新聞記事で明らかにされた。記事の中で田中は、社会人野球チームが活動を充実させるほど費用がかかることに疑問を感じてプロ化を決断したと述べ、2019年11月に新球団の準備会社を設立済であることも明かした。九州での独立リーグ発足が困難な場合は四国アイランドリーグplusへの加入も検討するともしていた。
また、球団社長の神田は、「熊本県に少ない球場を作りたい」という地元の要望が具体化する中で、球場のコンテンツが必要という行政側の助言から独立リーグの球団を創設する構想が芽生えたと述べている。2023年10月に球団会長の丸本文紀が熊本県副知事の木村敬に優勝報告をおこなった際、熊本駅西側の万日山一帯に球場を公設民営で建設した場合の費用や効果について、三菱総研に委託して2024年に調査を開始することを明らかにした。

### 2020年
- 9月10日 - 球団運営会社「KPB PROJECT」の設立会見が開かれ、2021年3月からスタートする新リーグに大分県の球団とともに参加することを発表[1]。球団名を公募することも明らかにされる[1]。
- 10月17日 - チーム名が「火の国サラマンダーズ」に決定したことを発表[4]。熊本市出身の元福岡ソフトバンクホークス、オリックス・バファローズ選手の馬原孝浩が「ピッチングGM」に就任したことも同時に発表される[27]。
- 11月7日 - 人吉市で、大分B-リングスと合同のトライアウトを実施[28]。
- 11月10日 - トライアウト合格者（9人）がリーグから発表される[29]。
- 11月16日 - 入団内定選手2名を交えた記者会見を開き、熊本市出身の元中日ドラゴンズコーチの松岡功祐が総合コーチに内定したことが明らかにされる[5]。また、チームカラーおよび、ロゴマークとマスコットのデザインも発表された[5]。
- 12月8日 - 同年限りで千葉ロッテマリーンズ選手を引退した細川亨が監督に就任することを発表[30]。

### 2021年
- 1月6日 - 元福岡ソフトバンクホークスの吉村裕基が選手兼任コーチとして入団ならびに就任することを発表[31]。
- 1月29日 - 熊本市中央区内で体制発表会を開催[32]。選手29人と試合で着用する3種類のユニフォームが紹介された[32]。
- 3月20日 - リーグの開幕戦ともなる対大分戦が藤崎台県営野球場で予定されていたが天候不良で中止となり、開幕セレモニーのみが実施された[33]。
- 3月27日 - 初の公式戦となった対大分戦（佐伯中央病院スタジアム）に3対2で勝利[34]。
- 5月13日 - 新型コロナウイルス感染症拡大防止のため、21日に予定されている愛媛マンダリンパイレーツとの交流戦を無観客で実施すると発表[35]。
- 6月11日 - 球団事務所を熊本市中央区に移転[36]。
- 8月20日 - リーグが実施した新型コロナウイルス感染症のPCR検査の結果、チーム関係者に2人の陽性反応者が確認される（リーグは濃厚接触者の特定まで活動を自粛）[37]。
- 8月28日 - チームのPCR検査で全員が陰性判定となったことから、30日から活動を再開すると発表[38]。
- 8月31日 - チームに所属していた内野手の小窪哲也（元・広島東洋カープ）が、千葉ロッテマリーンズに入団することが発表される[39]。リーグ所属の元NPB選手がNPBに復帰するのは初となる。
- 9月11日 - 対大分戦に勝利し、初年度のリーグ優勝が決定[40]。
- 9月26日 - 初年度の全日程を終了。
- 9月27日 - 監督の細川亨、総合コーチの松岡功、選手兼コーチの吉村裕基の今シーズン限りでの退任を発表[41][42]。球団社長の神田は投手GMの馬原を後任監督として交渉中と報じられた[41]。
- 10月8日 - ピッチングGMの馬原孝浩が、GM補佐兼任で監督に就任することを発表[43]。
- 11月11日 - 2022年2月にアメリカ合衆国アリゾナ州で開催される「アリゾナスカウティングリーグ」に参加すると報じられる[44]。このリーグは、茨城アストロプラネッツのGMを務める色川冬馬が運営する企業が主催するもので、日本の独立リーグでは火の国のほかに茨城が参加した[45]。
- 11月14日 - 茨城アストロプラネッツおよび関西独立リーグの堺シュライクスとの3球団合同トライアウト「National Tryout Camp」を実施すると発表[46]（11月23日に最初となる熊本会場で開催[47]）。
- 12月2日 - 2022年シーズンの体制発表会が開かれ、元・横浜DeNAベイスターズの藤岡好明が2年ぶりに現役復帰の上で兼任投手コーチに就任することが発表された[48]。藤岡のほか3名の選手からコーチ兼任も発表され、そのうち兼任内野守備・打撃コーチに就任した猪口雄大は「PIG BOSS」という名前で会見に臨み、2022年はこの名前を登録名とすることも合わせて明らかにされた[48]。

### 2022年
- 7月17日 - チーム内に新型コロナウイルス感染症の陽性者が複数発生したため、当日および翌日の主催試合（対大分）2試合が中止となる[49]。
- 7月23日 - 対戦相手の福岡北九州フェニックスで新型コロナウイルス感染症陽性者が相次ぎ、試合開催人数の規定を満たせなくなったため、7月26日から28日までの主催3試合が中止となる[50]。
- 9月15日 - 対北九州戦に勝利し、リーグ連覇を達成[51]。
- 10月1日  - 初出場のグランドチャンピオンシップはトーナメント2試合に連勝し、地元開催のシリーズで初優勝を達成した[52]。
- 12月 - 球団事務所を移転（国税庁の法人番号登録では12月8日付だが、移転記念イベントはその前に実施されている）[53]。

### 2023年
- 1月24日 - 元東京ヤクルトスワローズの坂口智隆が臨時コーチに就任したことを発表[54]。スプリングキャンプから活動を始め、シーズン中は月に数回程度参加すると報じられている[55]。
- 1月26日 - 今シーズンの体制発表会を開き、新デザインのユニフォームを披露した[56]。ユニフォームのうちホームゲーム用は紅白の格子模様のデザインで、球団社長の神田は席上「ぱっと見て、クロアチア（代表）と思われましたか?」と発言した[57]。
- 9月8日 - 3年連続3回目のリーグ優勝を達成[58]。
- 10月1日 - 2年連続で出場したグランドチャンピオンシップで連覇を達成[59][60]。
- 10月4日 - 今シーズンをもって監督の馬原が退任することを発表[61]。
- 10月11日 - 投手兼任コーチの藤岡、野手総合コーチのPIG BOSS（猪口雄大）、バッテリーコーチの⻄寿哉の退任を発表[62]。
- 10月18日 - 投手コーチ兼任選手として、元オリックス・バファローズの荒西祐大（前・信濃グランセローズ投手兼任コーチ）の就任を発表[63]。
- 10月30日 - 臨時コーチの坂口の退任を発表[64]。
- 11月24日 - 監督として、元千葉ロッテマリーンズ選手のロバート・ローズ（球団発表は「ボビーローズ」と記載）の就任を発表[65]。

### 2024年
- 2月15日 - 監督のボビー・ローズが家庭の事情により退任し、コーチである荒西祐太が監督代行となる[66][67][68][69][70]。
- 4月16日 - 運営会社のKPB Projectの次期社長に、マーケティングディレクターの野島雄大が5月13日の株主総会後に就任することを発表[71]。現社長の神田康範は取締役からも退く形となる[71]。
- 6月9日 - 対佐賀インドネシアドリームズ戦（ひぜしんスタジアム）で松江優作がリーグ初となる完全試合を達成[72][73]。
- 7月2日 - 選手の中川拓真（捕手、元オリックス・バファローズ）が東京ヤクルトスワローズに入団することが発表される[74]。
- 9月21日 - 当シーズンの公式戦を45勝29敗2分で終え、大分と同勝率ながら直接対決の優劣で3位に終わり、4連覇はならなかった[75]。
- 10月8日 - 元監督の馬原のゼネラルマネージャー就任予定を発表（就任日は未定とされている）[76]。
- 11月22日 - 記者会見を開き、馬原のGM就任のほか、監督に元東北楽天ゴールデンイーグルス選手の小斉祐輔が就任（監督代行だった荒西はヘッドコーチに異動）することが発表された[77][78]。

## 成績

### シーズン
| 年度 | 監督             | 順位 | 試合 | 勝利 | 敗戦 | 引分 | 勝率 | ゲーム差 |
| ---- | ---------------- | ---- | ---- | ---- | ---- | ---- | ---- | -------- |
| 2021 | 細川亨           | 1    | 32   | 23   | 9    | 0    | .719 | 14.0※    |
| 2022 | 馬原孝浩         | 1    | 78   | 46   | 31   | 1    | .597 | 5.5※     |
| 2023 | 馬原孝浩         | 1    | 76   | 50   | 19   | 7    | .725 | 8.0※     |
| 2024 | 荒西祐大（代行） | 3    | 76   | 45   | 29   | 2    | .608 | 10.5     |

- 年度の金地は優勝
- ※優勝の場合は2位とのゲーム差。
- 特記事項
  - 2023年は、雨天中止となった対北九州戦と対ソフトバンク4軍の各1試合につき振替を実施せず、未消化で終了した[17][18]。
  - 2024年は監督のボビー・ローズが開幕前に退任して指揮は執らなかった。また2位の大分とは同勝率（直接対決の成績により3位）。

### グランドチャンピオンシップ
- 2022年 - 優勝（士別・信濃に勝利）
- 2023年 - 優勝（愛媛・埼玉に勝利）

## 運営
2022年1月28日に実施された2022年体制発表会の席上、2021年の収支が約1600万円の黒字になると発表された。スポンサー収入が想定よりよかったこと、グッズ販売が堅調だったことを要因とする一方、人件費の投資がやや多かったことやスポンサー収入に大きく依存した構造、球場使用料や遠征費などが想定より増加したことを、課題としてあげた。初年度の平均入場者数は552人だった。
2022年11月19日の2023年体制発表会の席で、球団社長の神田は記者からの質問に対し、2022年も前年に続いて黒字となる見込で、チーム創設のために使った費用分を回収して累計でも黒字化を達成できると述べた。集客については2022年は新型コロナウイルスの影響で目標の800人には届かなかったが、2023年はこれを達成したいとした。神田は2023年1月28日に自身のTwitterアカウントで、2022年度の業績につき経常利益1000万円、当期純利益500万円であったと述べた。

## マスコットキャラクター
2023年時点で、下記の2つが設定されている。「サラマンダー」にはトカゲの意味があり、いずれもトカゲに似たデザインをしている。
さら丸
リーグ開幕当時から存在。愛称は2020年11月に公募され、12月21日に155件の応募案から7件に絞り、12月中に実施するネットでの投票により最終決定するとTwitterで告知された後、2021年1月3日に発表された。発表の日付が「誕生日」とされている。
さら美
3年目となる2023年7月27日に、「さら丸の恋人」という設定で発表された。

## 応援団
球団公式Twitterは、初年度開幕前の2021年2月20日に応援団希望者との意見交換会を実施したことを明らかにした。
2023年時点で活動が確認できる私設応援団に、下記のものがある。
火の国サラマン隊
上記球団公式Twitterに掲載された写真では名称がホワイトボードに記載されていた。その後その名称で発足した。
福岡伊虎会
九州翔鶯會
四国・九州アイランドリーグに所属していた福岡レッドワーブラーズの私設応援団が前身。2024年時点でX（旧Twitter）アカウントには『活動休止中」と表示している。

## 選手・スタッフ
選手並びに指導者については
- ゼネラルマネージャー - 馬原孝浩
- マネージャー - 山岸滉一朗

## NPBファーム拡張への対応
2023年1月26日に行われた同年シーズン体制発表会で球団社長の神田は、NPB2軍が外部も含めた2チームを公募で拡張する構想に関して、「いけそうなら挑戦しようと思っております」と述べた。
5月26日に記者会見を開いた神田は、資金調達が参入の条件と述べ、その判断期限は7月中旬とする見解を示した。
7月26日に球団はウェブサイトに「NPB2軍参加の今後の方向性について」と題するコメントを発表し、事実上今回のNPBファーム参入を見送ったことを明らかにした。コメントの中で、関東圏の企業から出資のオファーがあったものの期限までに妥結しなかったことを見送りの要因としながらも、球場の不足や常設の雨天練習場がないといった他の事情の存在にも触れ、今後出資者が出てくればそうした投資をおこなって将来のNPB参入に向けた環境整備をおこなうとしている。